# Gnocchi
Gnocchi is een Italiaanse pastasoort. Het woord gnocchi, meervoud van het Italiaanse gnocco, betekent "klont". De Aziatische varianten worden vaak met het Engelse woord "dumpling" aangeduid, de Nederlandse variant is knoedel. Gnocchi zijn vooral bekend in de variant van aardappel; gnocchi di patate.

## Gnocchi van aardappel
Gnocchi di patate zijn een soort ovale balletjes, gemaakt van aardappel en tarwemeel. Het is een typisch Italiaans gerecht. De aardappelen worden gekookt en gepureerd, en daarna met het meel en wat zout gekneed en dan gekookt in kleine balletjes. De gnocchi zijn klaar als ze komen bovendrijven. Ze worden vaak geserveerd met een saus van tomaten of van zachte kaas.

## Gnocchi van tarwe
Er is ook een soort gnocchi van tarwe. Deze gnocchi zijn kleiner. Ze worden gemaakt door een beetje pasta-deeg met een duim over een rooster te rollen. In Sardinië noemt men deze gnocchi echter malloreddus of gnocchetti sardi en worden ze veelal gemaakt met saffraan. Malloreddus worden vaak gegeten met een saus van tomaten (en eventueel Sardijnse worst) en geraspte pecorino sardo.

## Afbeeldingen

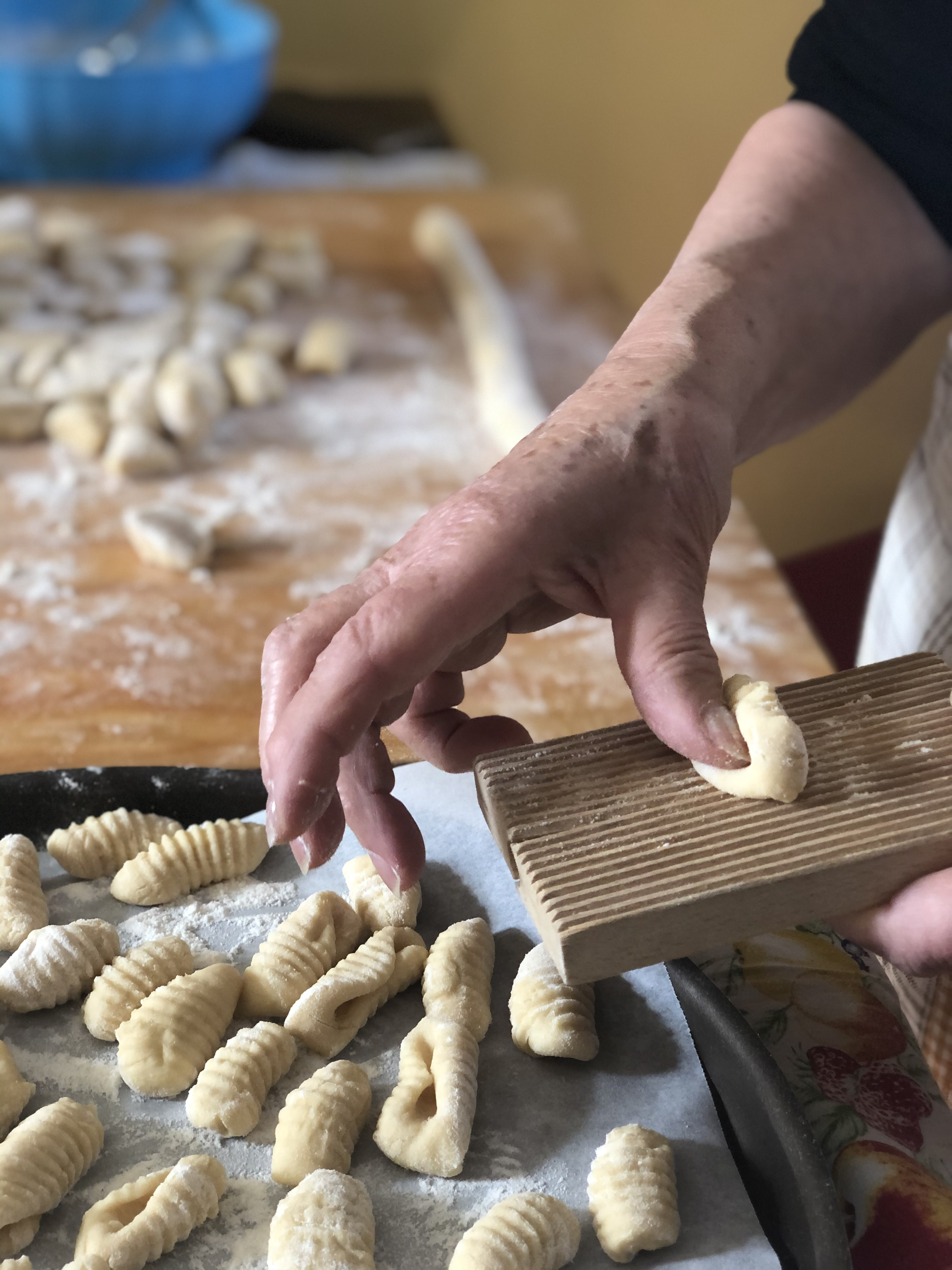
Gnocchi, met de hand gemaakt, voor bereiding
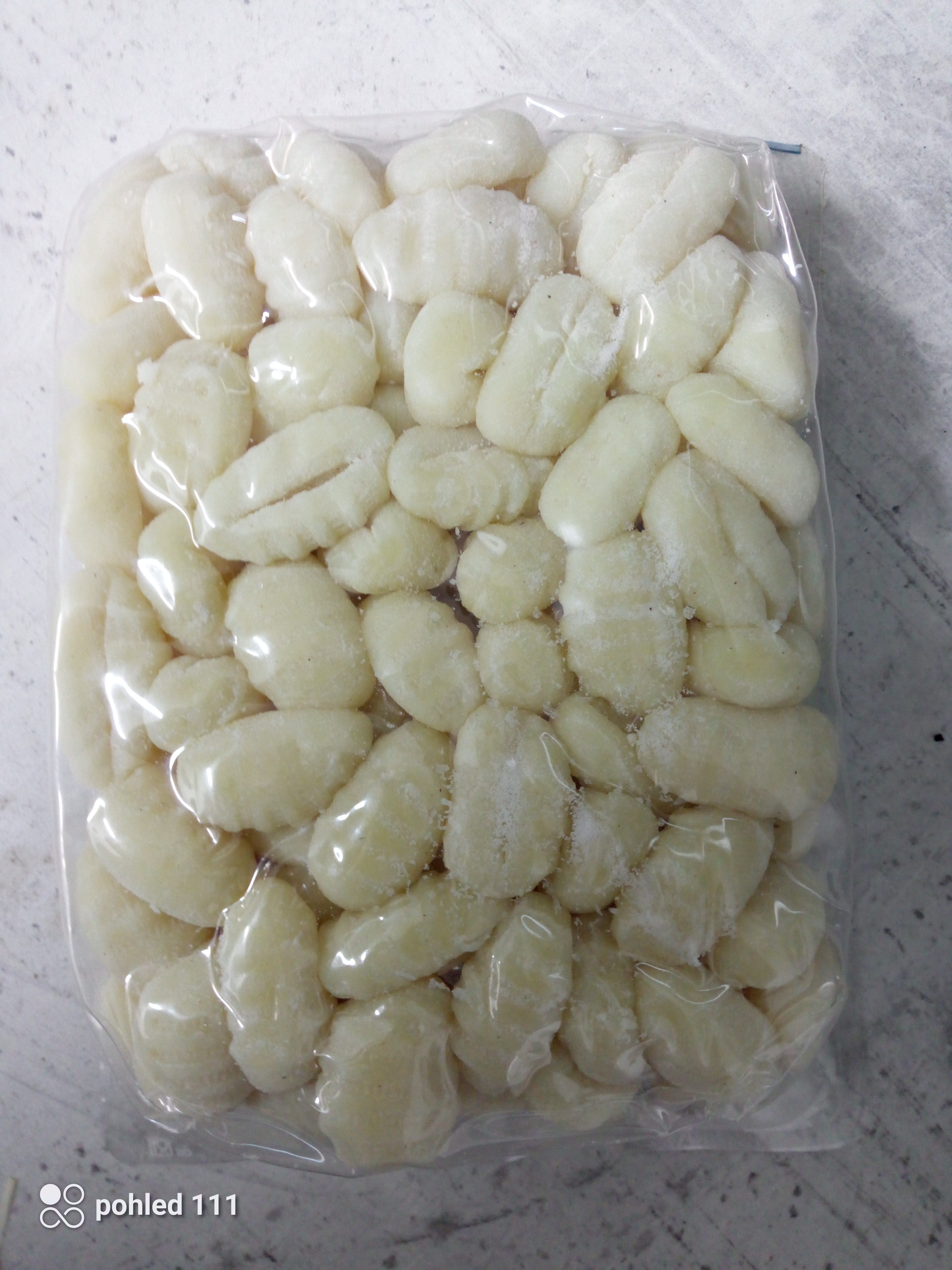
Kant-en-klare gnocchi in een verpakking, voor bereiding
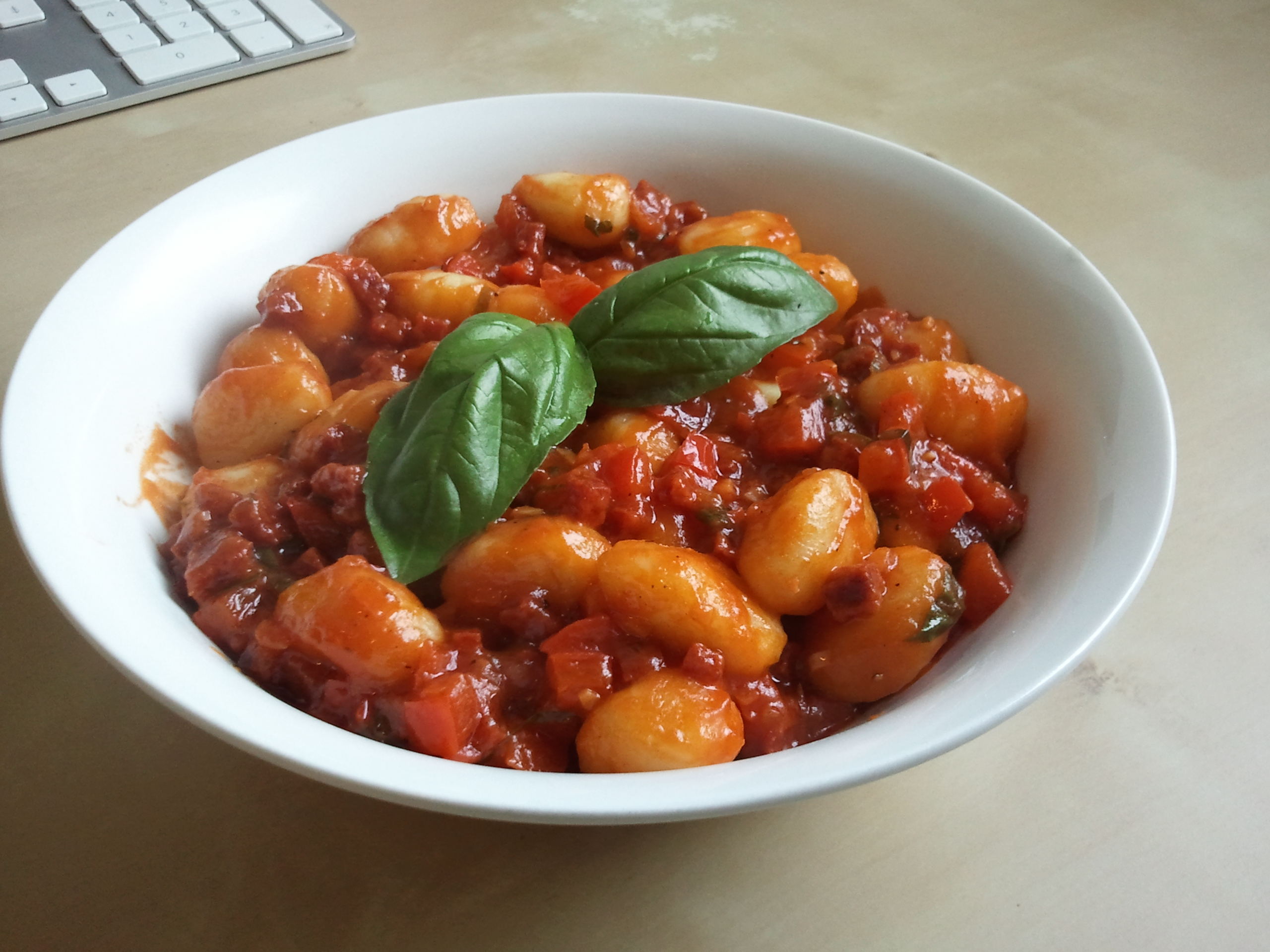
Gnocchi met een tomaten-chorizo-saus
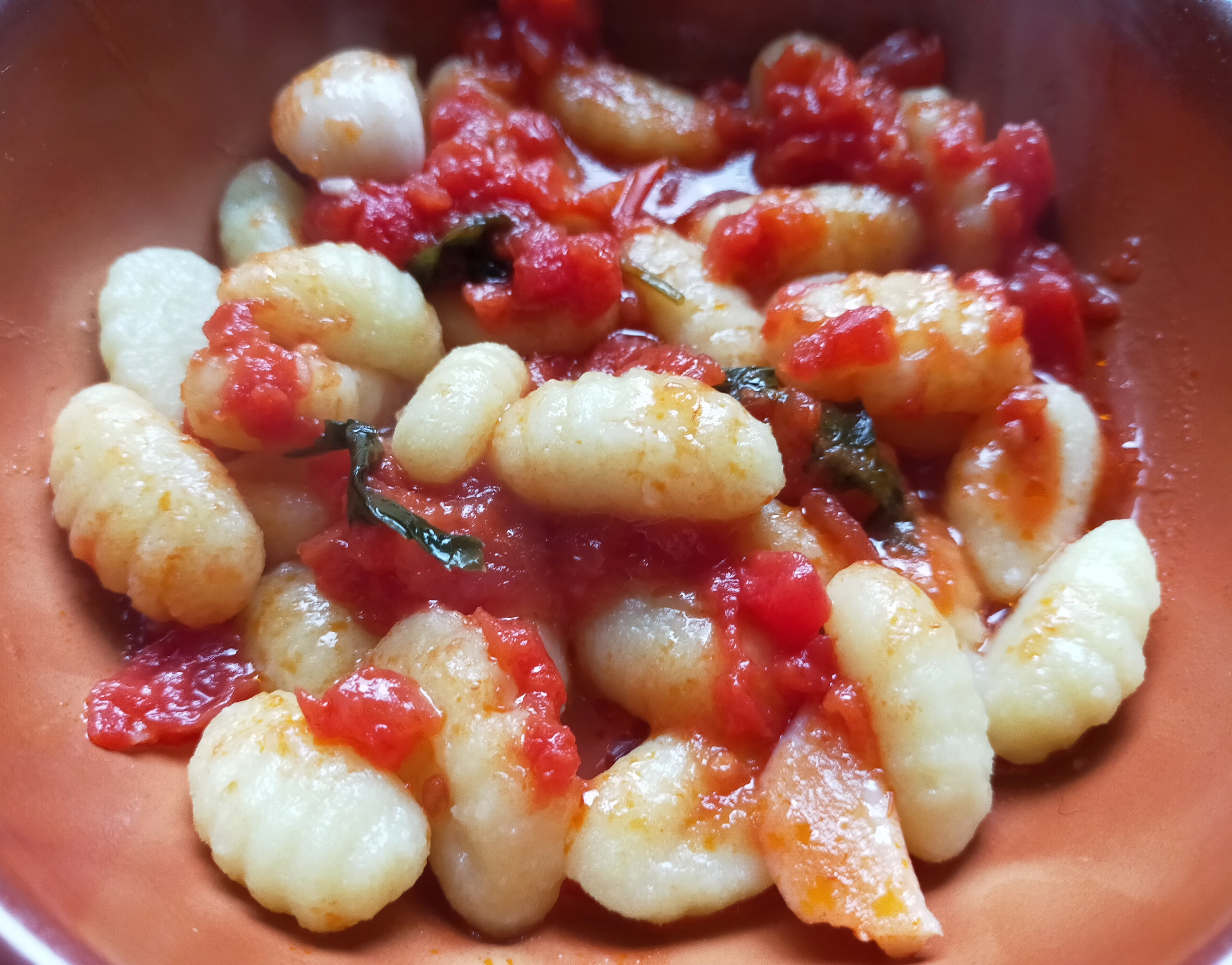
Gnocchi met tomatensaus
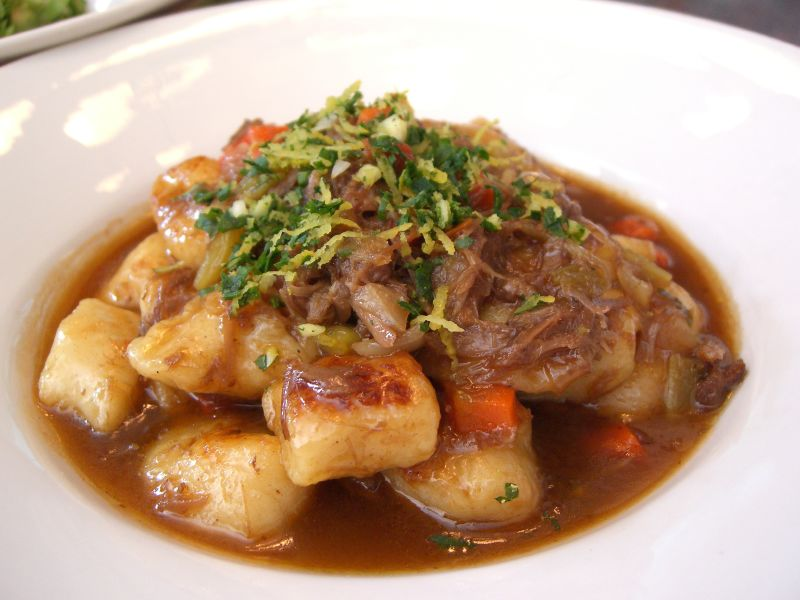
Gnocchi met vleessaus